# Hellstugutindane
De Hellstugutindane is een bergrug in het Noorse gebergte Jotunheimen. 
De bergrug bestaat van noord naar zuid uit de volgende bergen:
- Hellstuguhø (2072 meter)
- Nordre Hellstugutinden (2218 meter)
- Midtre Hellstugutinden (2339 meter)
- Store Hellstugutinden (2345 meter)
- Nestsøre Hellstugutinden (2255 meter)
- Søre Hellstugutinden (2189 meter)